# Славянская эпопея

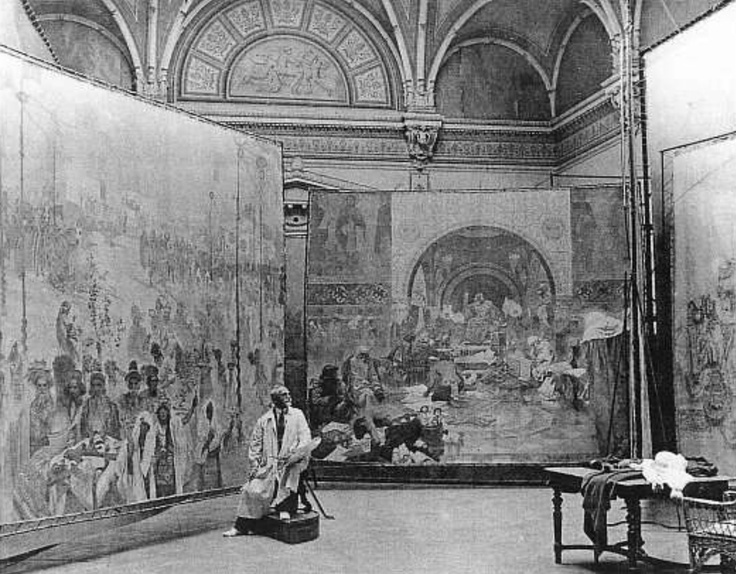
Альфонс Муха работает над «Славянской эпопеей», 1920

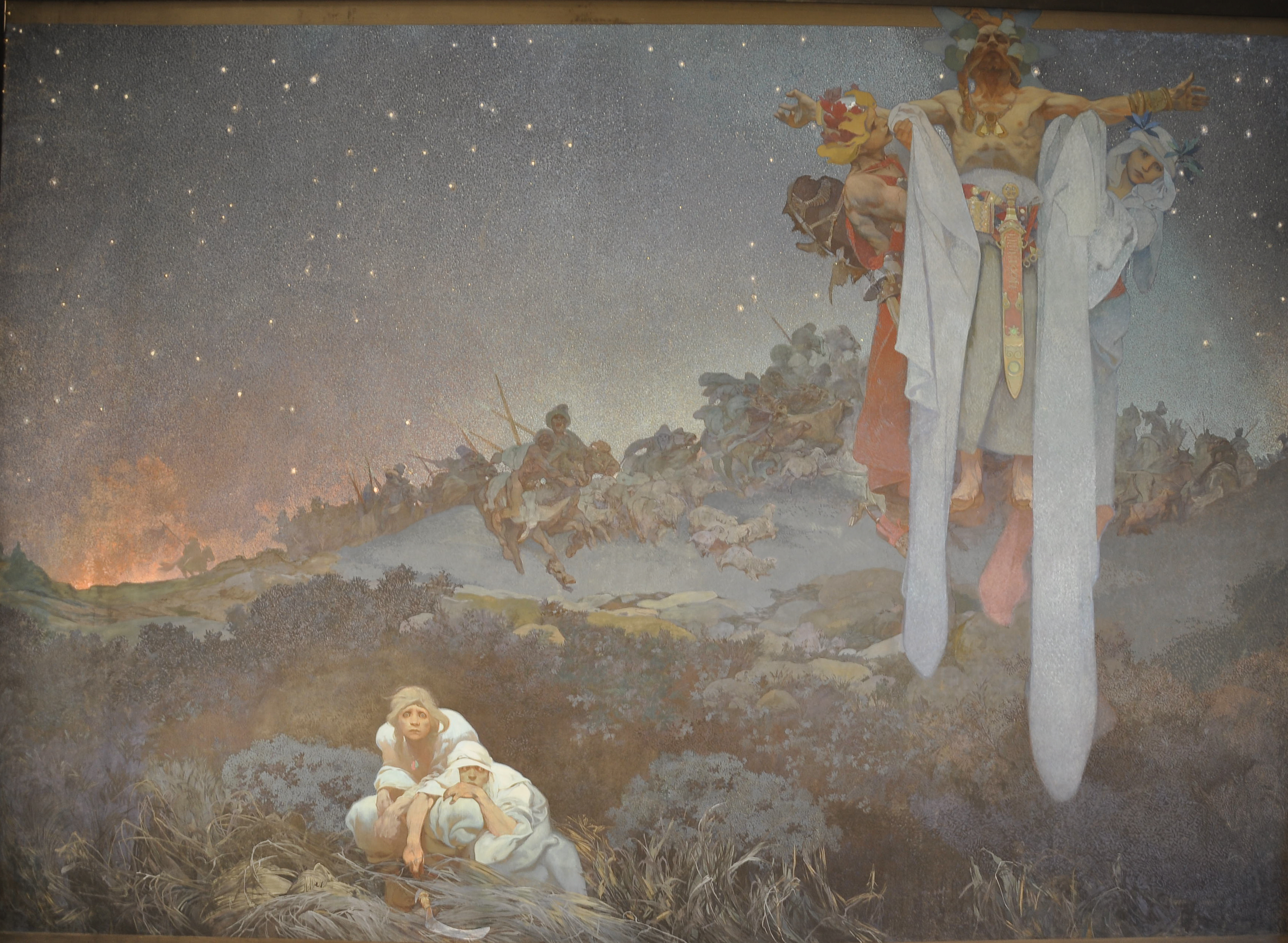
Славяне на исконной Родине

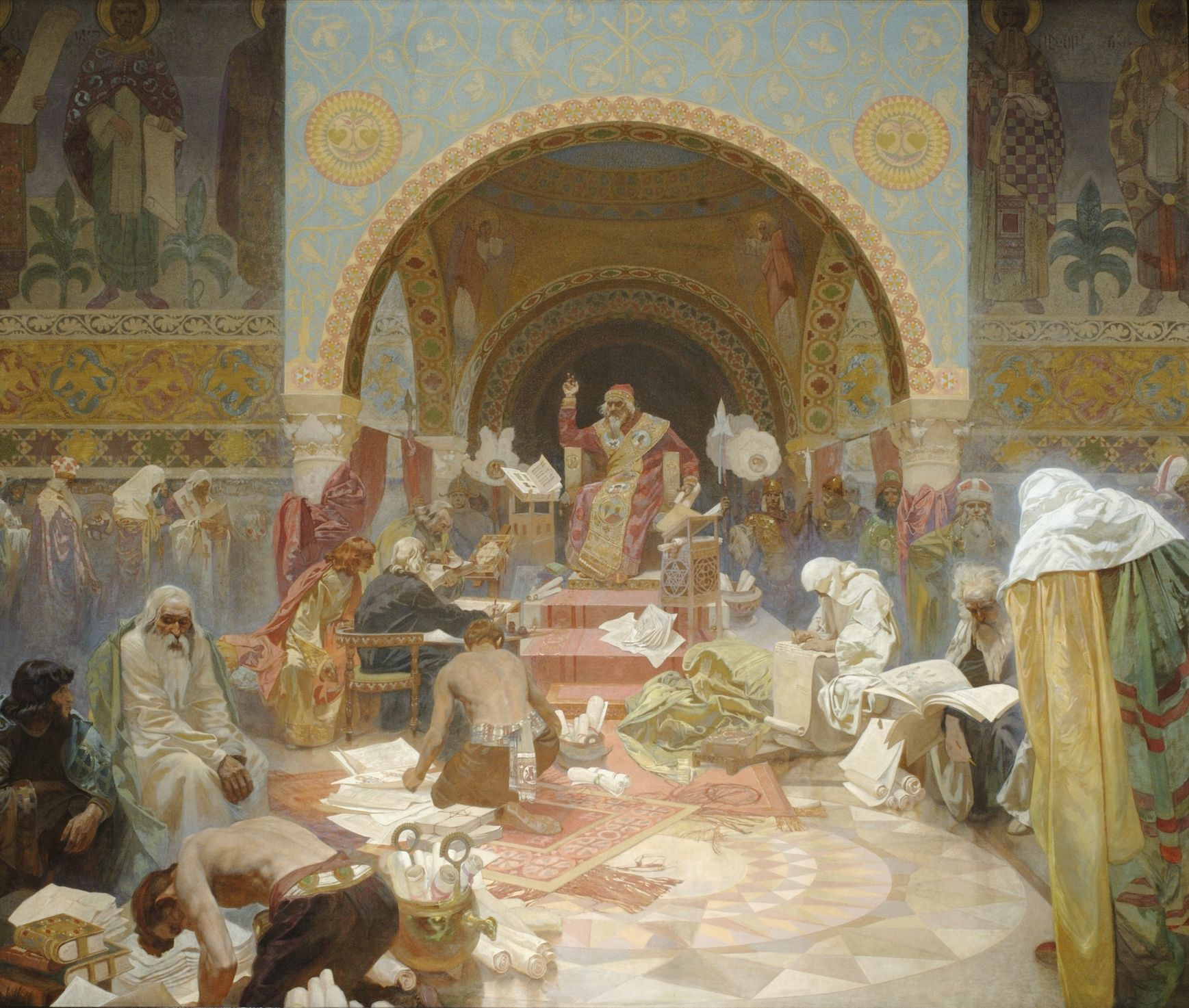
Царь Симеон

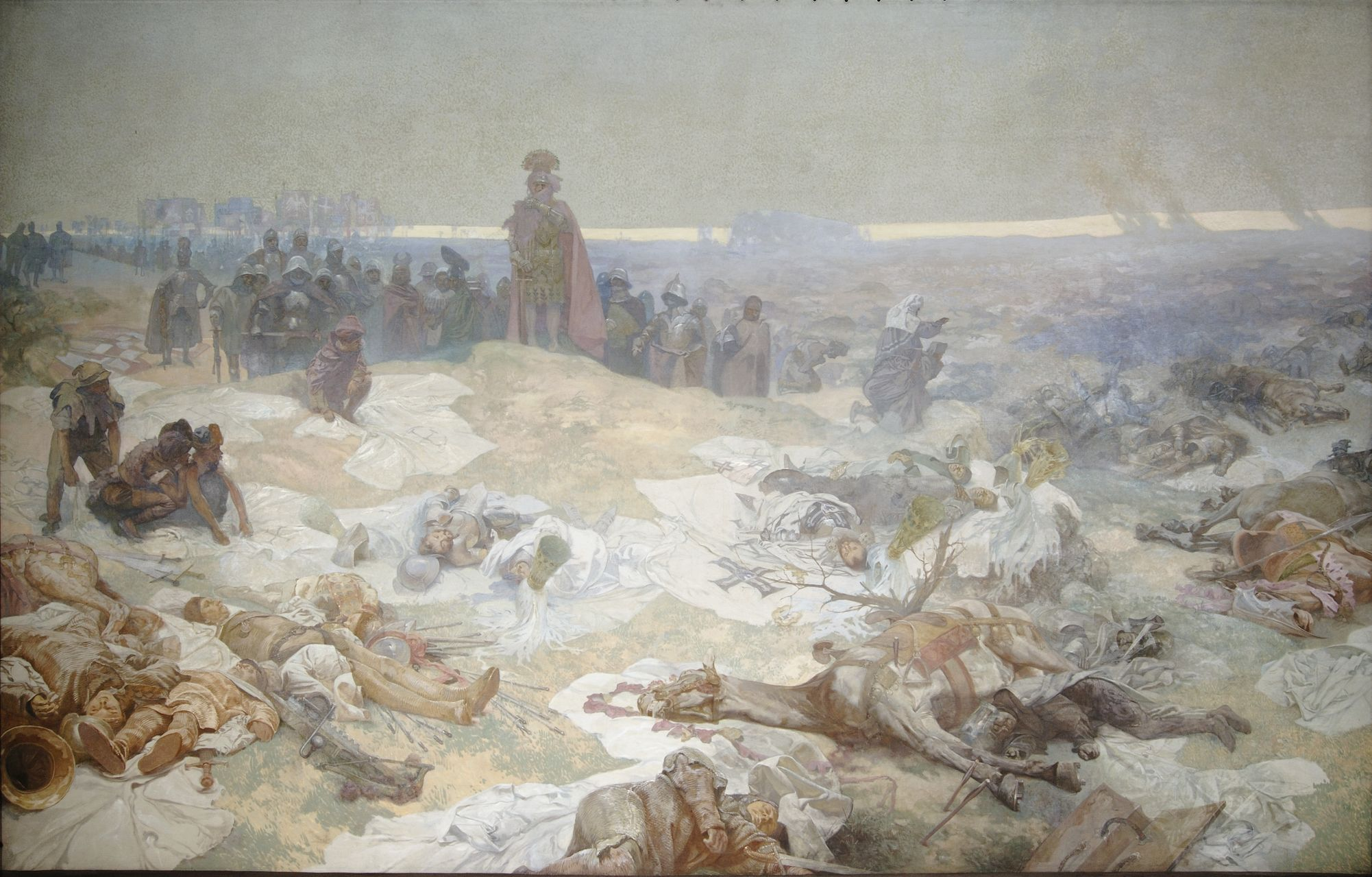
После Грюнвальдской битвы

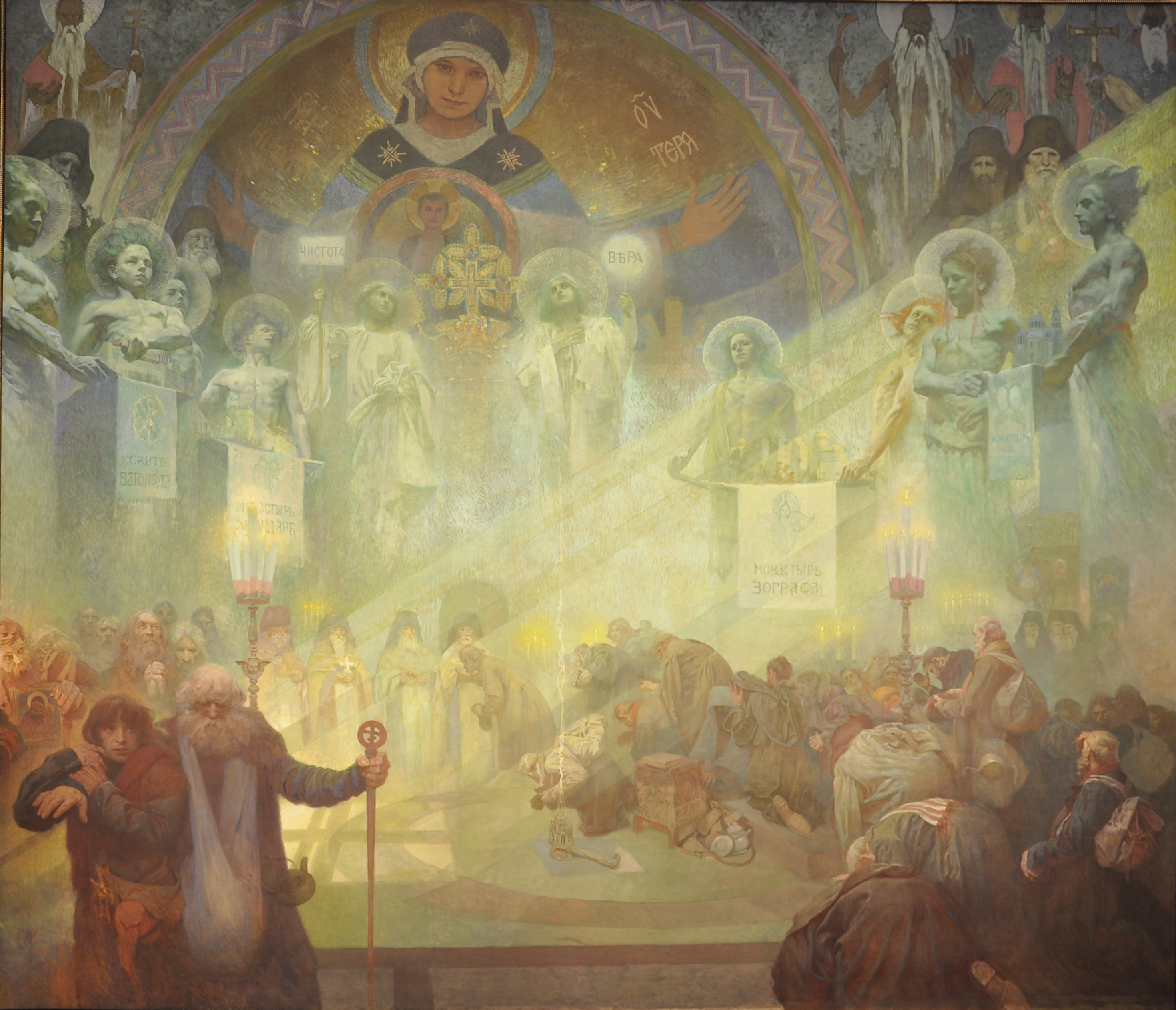
Святая Гора Афон

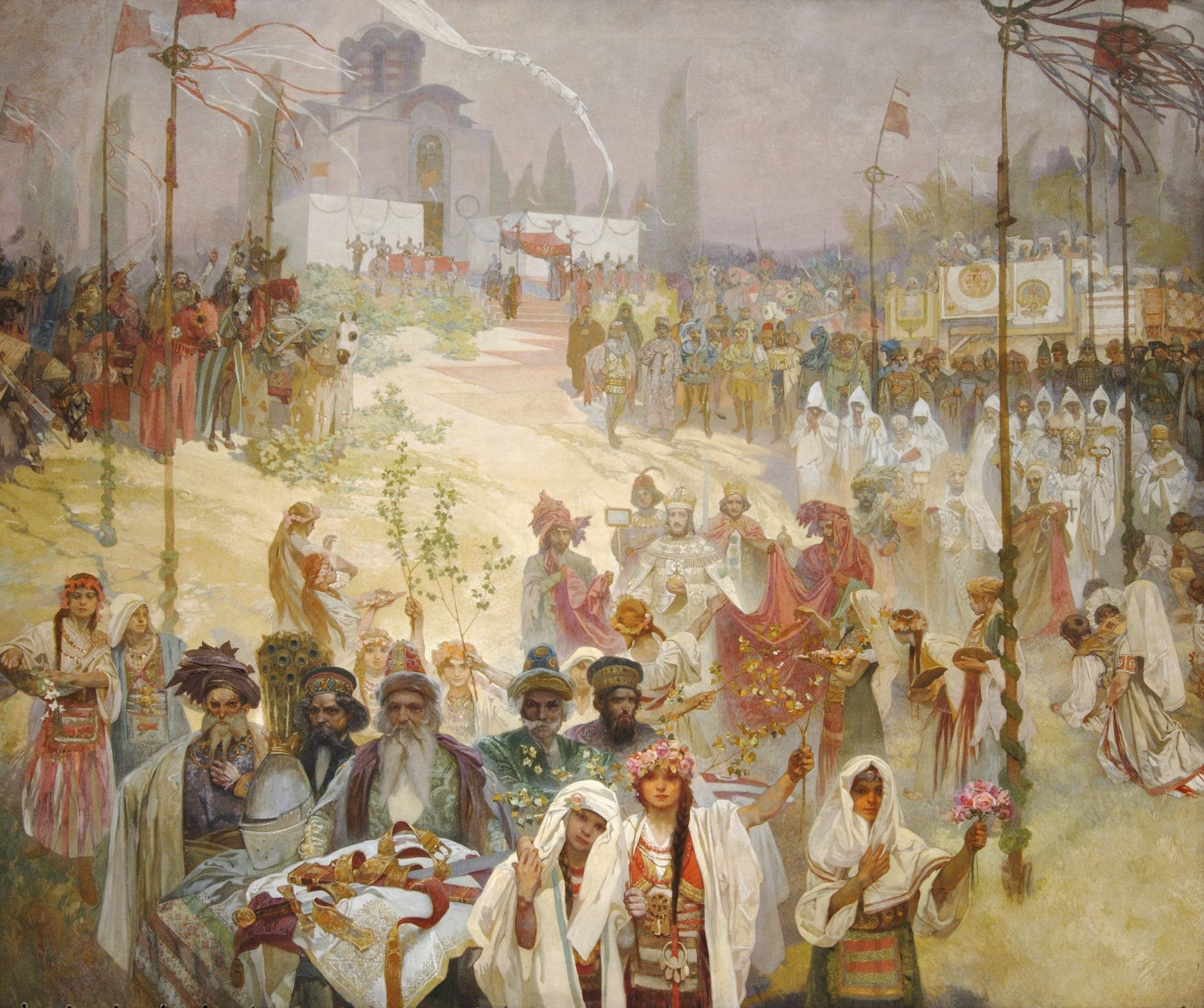
Коронация сербского царя Стефана Уроша IV Душана как императора Восточной Римской империи

Славянская эпопея — серия из двадцати больших картин чешского художника Альфонса Мухи, написанная в начале XX века и проникнутая духом славянского единства. Каждая композиция отражает значимые на взгляд автора события из жизни славянского народа. Величина картин была значительна: 6 на 8 метров. Профинансировал этот грандиозный проект американский миллионер Чарльз Крейн. Когда в 1928 году работа была окончена, все картины были подарены городу Праге.

## Список
1. Славяне на исконной Родине (чеш. Slované v pravlasti, 1912)
2. Праздник Свентовита на острове Руга (чеш. Slavnost Svantovítova, 1912)
3. Введение славянской литургии (чеш. Zavedení slovanské liturgie, 1912)
4. Болгарский царь Симеон (чеш. Car Simeon, 1923)
5. Король Пржемысл Отакар Второй (чеш. Král Přemysl Otakar II, 1924)
6. Коронование царя Стефана Душана (чеш. Korunovace cara Štěpána Dušana, 1923)
7. Ян Милич из Кромержиржа (чеш. Milíč z Kroměříže, 1916)
8. Проповедь магистра Яна Гуса в Вифлеемской капелле (чеш. Kázání Mistra Jana Husa v kapli Betlémské, 1916)
9. Встреча в Кржижках (чеш. Schůzka na Křížkách, 1916)
10. После Грюнвальдской битвы (чеш. Po bitvě u Grunwaldu, 1924)
11. После битвы на Витковой горе (чеш. Po bitvě na Vítkově, 1923)
12. Пётр Хельчицкий (чеш. Petr Chelčický, 1918)
13. Гуситский король Иржи Подебрадский (чеш.  Jiří z Poděbrad a z Kunštátu, 1923)
14. Николай Зринский защищает Сигет от турок (чеш. Szigetu proti Turkům Mikulášem Zrinským, 1914)
15. Печатание Кралицкой Библии в Иванчицах (чеш. Bratrská škola v Ivančicích, 1914)
16. Ян Амос Коменский (чеш. Jan Amos Komenský, 1918)
17. Гора Афон (чеш. Mont Athos, 1926)
18. Присяга чешского общества Омладина под славянской липой (чеш. Přísaha Omladiny pod slovanskou lípou, 1926)
19. Отмена крепостного права на Руси (чеш. Zrušení nevolnictví na Rusi, 1914)
20. Апофеоз истории Славянства (чеш. Apoteóza z dějin Slovanstva, 1926)